# Nyctimene keasti
Nyctimene keasti är en art i familjen flyghundar som förekommer i Sydostasien. Den beskrevs ursprungligen som underart till Nyctimene albiventer. Nyare taxonomiska avhandlingar och IUCN listar den som god art och förtecknar tre underarter till Nyctimene keasti.
Artepitet i det vetenskapliga namnet hedrar zoologen Collin Keast från Australien som hjälpte forskarlaget kring D. C. Kitchener under studierna.
Jämförd med Nyctimene albiventer är arten större förutom några detaljmått. Kännetecknande är att honor har en ljusare och lite mer rödbrun päls än hanar som har en gulbrun till orangebrun päls. Den mörka strimman längs ryggens mitt är inte lika tydlig som hos Nyctimene cephalotes. Arten saknar den fläckiga ovansidan som är typisk för Nyctimene minutus, Nyctimene masalai, Nyctimene vizcaccia och Nyctimene cyclotis.
Honans svansflyghud har färgen umbra och den är hos hanen mer ljus rödbrun. På vingarna och på de nakna öronen förekommer glest fördelade gula punkter. Kroppslängden (huvud och bål) är 70 till 83 mm, svanslängden är 18,5 till 25 mm och underarmarna är 55 till 62,5 mm långa. Arten har cirka 13 mm långa bakfötter och 14 mm stora öron.
Denna flyghund lever på södra Moluckerna och kanske även på öar längre österut som Timor och andra öar som tillhör Små Sundaöarna. I bergstrakter når arten 1000 meter över havet. Habitatet utgörs av skogar med en undervegetation av medelhöga växter som fikon och korallbuske. Nyctimene keasti uppsöker även trädgårdar.
Arten hotas av skogens omvandling till jordbruksmark samt av nyetablerade gruvor. IUCN listar Nyctimene keasti som sårbar (VU).